# Peter Hesse Overgaard
Peter Hesse Overgaard, född 19 maj 1954 i Köpenhamn, är en dansk skådespelare.

## Filmografi i urval
- 1989 – Miraklet i Valby
- 1990 – Goda människor
- 1992 – Beröringen
- 1992 – Sofie
- 1993 – Drömmen om Rita
- 1996 – En fri mand
- 1997 – Barbara
- 1999 – Bye Bye Bluebird
- 2002 – Att veta sanningen
- 2004 – Krönikan
- 2013–2022 – Badhotellet (TV-serie)